# Lansingerland
Lansingerland est une nouvelle commune des Pays-Bas de la province de la Hollande-Méridionale. Elle a été créée le 1er janvier 2007, après la fusion volontaire des trois communes de Bergschenhoek, Berkel en Rodenrijs et Bleiswijk.